# Kristen Gilbert
Kristen Heather Gilbert (Fall River, Massachusetts; 13 de noviembre de 1967) es una asesina en serie y ex enfermera estadounidense condenada por cuatro asesinatos y dos tentativas de asesinato de pacientes ingresados en el Centro Médico de Asuntos de Veteranos (VAMC) en Northampton, Massachusetts. Indujo un paro cardíaco en pacientes inyectando sus bolsas de terapia intravenosa con dosis masivas de epinefrina, un estimulante cardíaco imposible de rastrear en las analíticas y autopsias. Luego respondía a la emergencia codificada, a menudo reanimando a los pacientes ella misma. Aunque se cree que pudo haber sido responsable de 350 o más muertes, sus únicas víctimas confirmadas fueron Stanley Jagodowski (66), Henry Hudon (35), Kenneth Cutting (41) y Edward Skwira (69).

## Primeros años
Nacida como Kristen Heather Strickland el 13 de noviembre de 1967 en Massachusetts, era la mayor de las dos hijas de Richard y Claudia Strickland, un ejecutivo de electrónica y una ama de casa y maestra a tiempo parcial. En la adolescencia, sus amigos y familiares notaron que tenía el hábito de mentir. Tenía un historial de intentos de suicidio fingidos para manipular a las personas. Según los registros judiciales, había hecho amenazas violentas contra otras personas desde que era adolescente.
Gilbert se graduó de la escuela secundaria regional Groton-Dunstable en Groton, Massachusetts. En 1986, se matriculó en Bridgewater State College en Bridgewater. Tras un intento falso de suicidio, las autoridades del Bridgewater State College le ordenaron tratamiento psiquiátrico. Debido a esto, en 1987, se trasladó al Mount Wachusett Community College, en Gardner, y al Greenfield Community College, en Greenfield. Se graduó en este último con el diploma de enfermera, registrándose como tal en 1988. Más tarde, ese mismo año, se casó con Glenn Gilbert. El matrimonio, divorciado diez años después, cuando Kristen fue arrestada, tenía dos hijos. La familia residía en Setauket-East Setauket (estado de Nueva York).

## Carrera y asesinatos

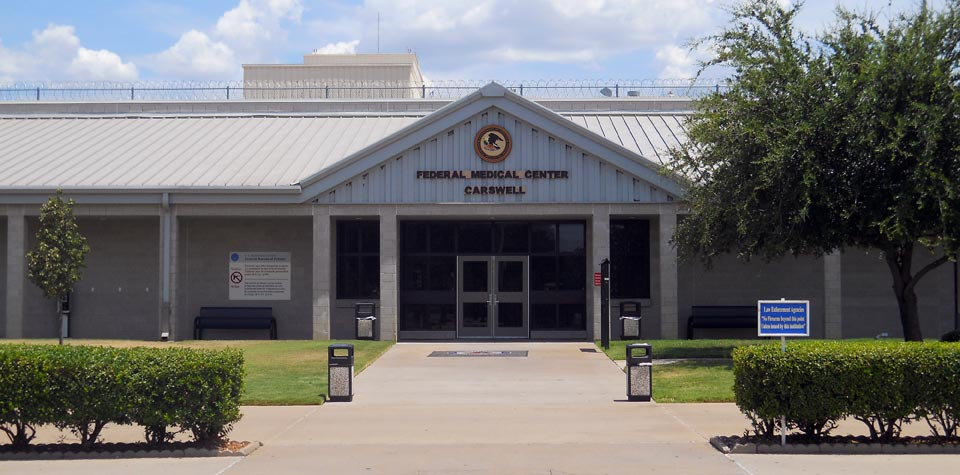
Centro Médico Federal, Carswell, donde Gilbert está encarcelada.

En 1989, se unió al personal del Centro Médico de Asuntos de Veteranos en Northampton. Aunque otras enfermeras notaron un gran número de muertes en los turnos en los que estaba presente Gilbert, ignoraron algo más grave en ese fenómeno y en tono de broma la llegaron a llamar el "ángel de la muerte". En 1996, sin embargo, tres enfermeras informaron de su preocupación por un aumento de las muertes por paro cardíaco y una disminución en el suministro de epinefrina, y se llevó a cabo una investigación. Gilbert telefoneó con una amenaza de bomba para intentar descarrilar la investigación.
Gilbert dejó el hospital en 1996 en medio de una investigación del hospital sobre las muchas muertes sospechosas de pacientes que ocurrieron durante sus turnos. Ese otoño, Gilbert se registró en hospitales psiquiátricos siete veces, permaneciendo entre uno y diez días cada vez. En enero de 1998, Gilbert fue juzgada por la falsa amenaza de bomba para tomar represalias contra sus compañeros de trabajo y su examante James Perrault (que también trabajaba en el hospital) por su participación en la investigación. En abril de 1998, Gilbert fue condenada por ese delito.
Miembros del personal hospitalario especularon que Gilbert pudo haber sido responsable de 350 o más muertes y más de 300 emergencias médicas. El fiscal de su caso, el fiscal federal adjunto William M. Welch II, afirmó que Gilbert utilizó estas situaciones de emergencia para llamar la atención de su entonces amante Perrault, un oficial de policía presente en el servicio del hospital. Perrault llegaría a testificar en su contra, diciendo que ella le confesó al menos un asesinato por teléfono mientras estaba hospitalizada en una sala psiquiátrica. Su abogado defensor, David P. Hoose, alegó dudas razonables basadas en la falta de pruebas directas.
William Boutelle, psiquiatra y jefe de personal del hospital en el que trabajaba Gilbert, teorizó que ella creó situaciones de crisis médica de emergencia para mostrar sus habilidades como enfermera. Según los registros judiciales, había hecho amenazas violentas contra otras personas desde que era adolescente. En el juicio, los fiscales dijeron que utilizó un cuchillo de cocina grande en un asalto en Greenfield, en enero o febrero de 1988. Los fiscales dijeron que intentó asesinar dos veces a una persona con veneno en noviembre de 1995. Los fiscales dijeron que Gilbert trató de envenenar a un paciente en el hospital el 28 de enero de 1996 y provocó una nueva emergencia médica al quitarle el tubo de respiración a un paciente en el hospital el 30 de enero de 1994.
Los fiscales alegaron que Gilbert abandonó a una paciente que sufría un paro cardíaco el 9 de noviembre de 1995 y luego pidió a otra enfermera que la acompañara en una revisión de pacientes. La acusación expresó que Gilbert espera hasta que la persona que la acompañara detectara de forma independiente la dificultad del paciente antes de dar la alarma. Gilbert obligó a un colega no capacitado a usar palas de desfibrilación cardíaca en un paciente durante una emergencia médica el 17 de noviembre de 1995, negándose a usar el equipo ella misma. Los fiscales dijeron que Gilbert amenazó la vida de al menos una persona verbal y físicamente en julio de 1996. Mientras trabajaba como asistente de salud en el hogar antes de convertirse en enfermera registrada y unos ocho años antes de sus crímenes, Gilbert escaldó intencionalmente a un niño con discapacidad mental con agua demasiado caliente durante el baño.
El 14 de marzo de 2001, un jurado federal condenó a Gilbert por tres cargos de asesinato en primer grado, un cargo de asesinato en segundo grado y dos cargos de intento de asesinato. Aunque el estado de Massachusetts no cuenta con pena capital, sus delitos se cometieron en propiedad federal y, por lo tanto, quedaban sujetos a pena de muerte. Los fiscales, en un intento por asegurar tal fin, trataron de admitir pruebas de factores agravantes durante la fase de la pena, incluida la condena de Gilbert en 1998 por la amenaza de bomba; la defensa presentó evidencia de factores atenuantes, incluido el bienestar de los dos hijos de Gilbert.
El 26 de marzo de 2001, el jurado recomendó la pena de cadena perpetua. El 27 de marzo, el juez sentenció formalmente a Gilbert a cuatro cadenas perpetuas consecutivas sin posibilidad de libertad condicional, más 20 años. Fue trasladada de una prisión para mujeres en Framingham, Massachusetts, a Fort Worth, Texas, donde ha permanecido desde entonces.
En julio de 2003, Gilbert retiró su apelación federal para un nuevo juicio después de un nuevo fallo de la Corte Suprema de los Estados Unidos que habría permitido a los fiscales perseguir la pena de muerte en un nuevo juicio.